# Ben Key

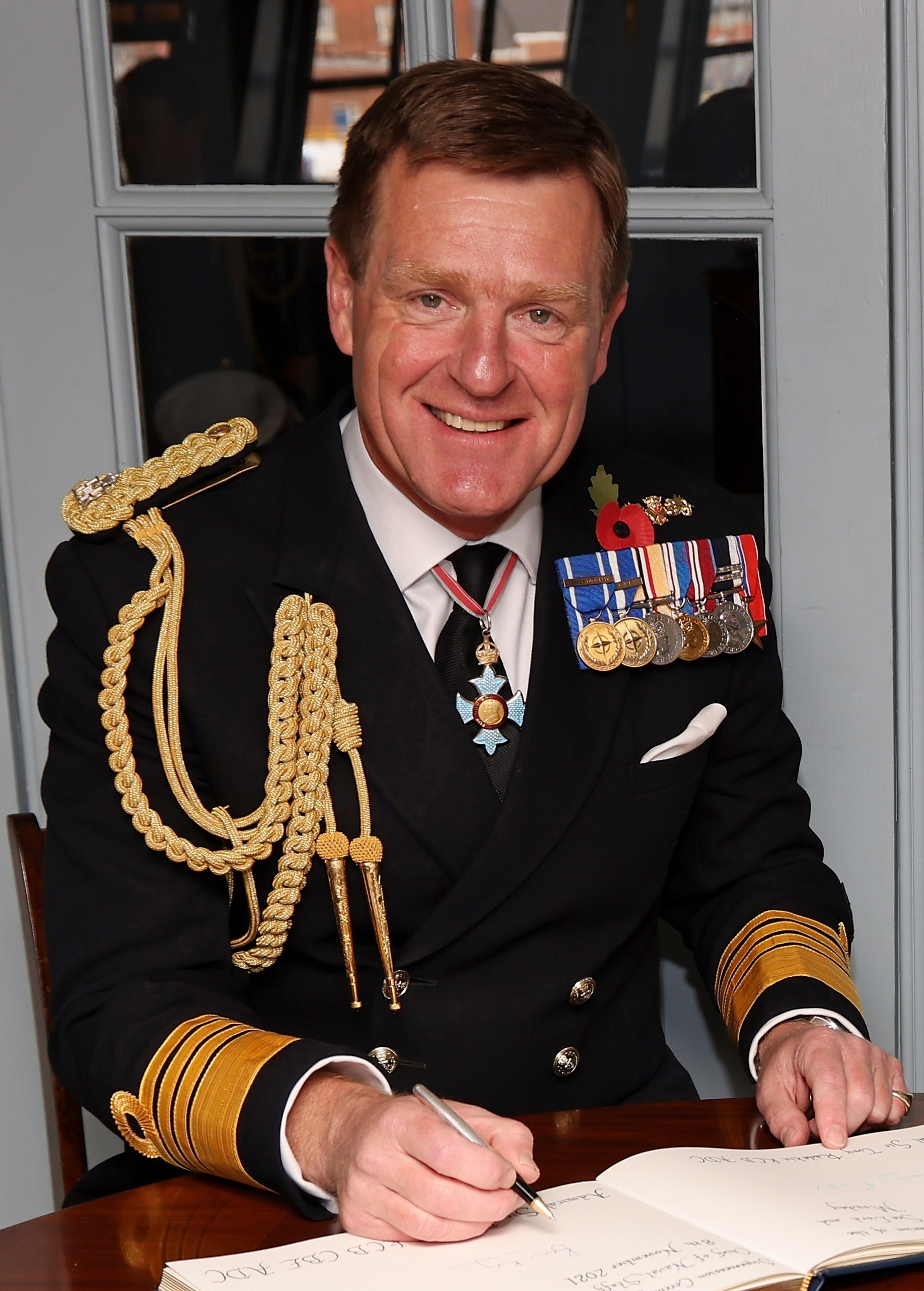
Admiral Sir Ben Key

Sir Benjamin „Ben“ John Key, KCB, CBE (* 7. November 1965) ist ein britischer Seeoffizier und Admiral, der unter anderem seit 2021 Erster Seelord und Chef des Marinestabes (First Sea Lord and Chief of the Naval Staff) ist.

## Leben

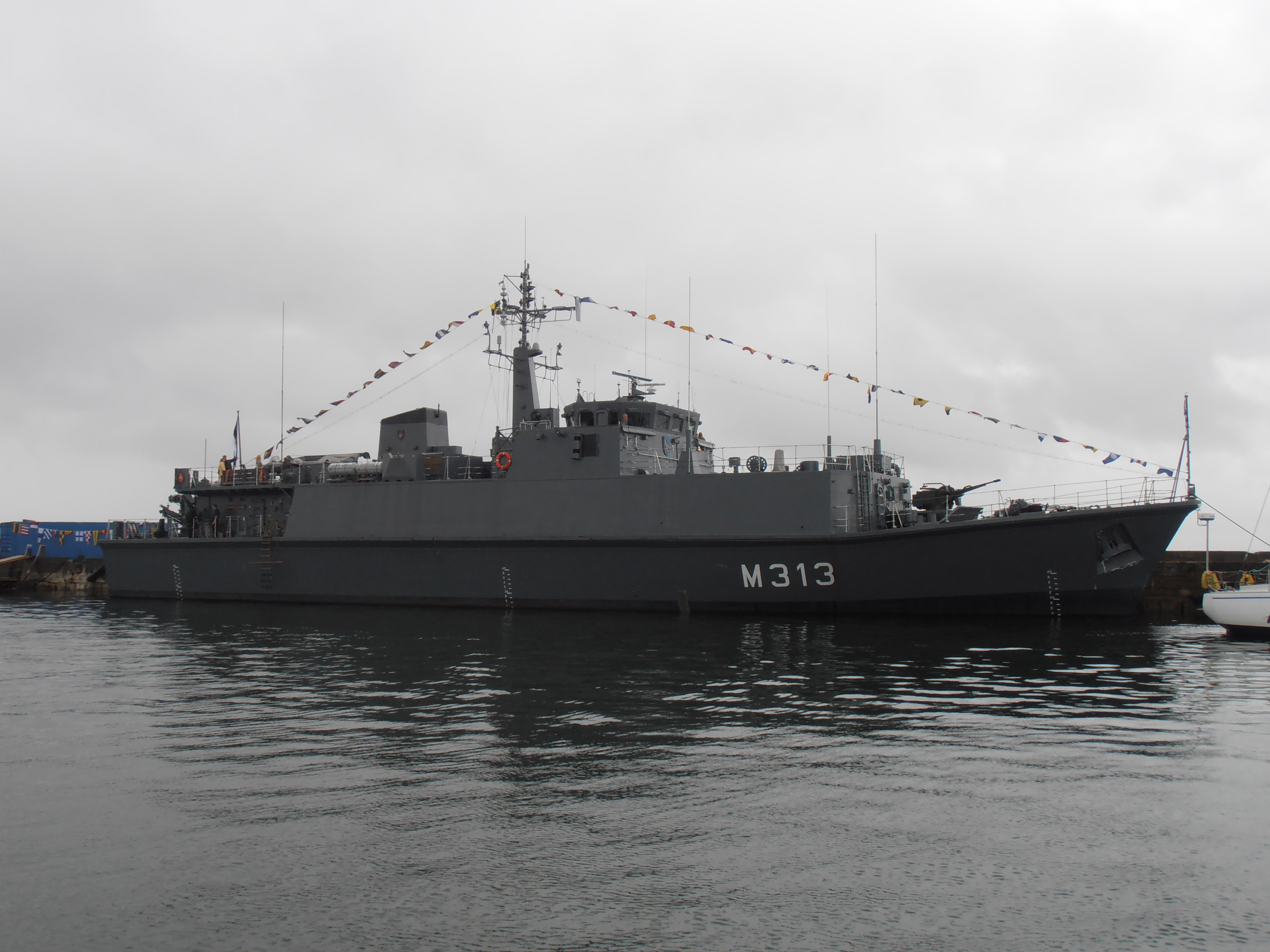
Sein erstes Kommando versah Key als Kommandant des Minenjagdbootes HMS Sandown.

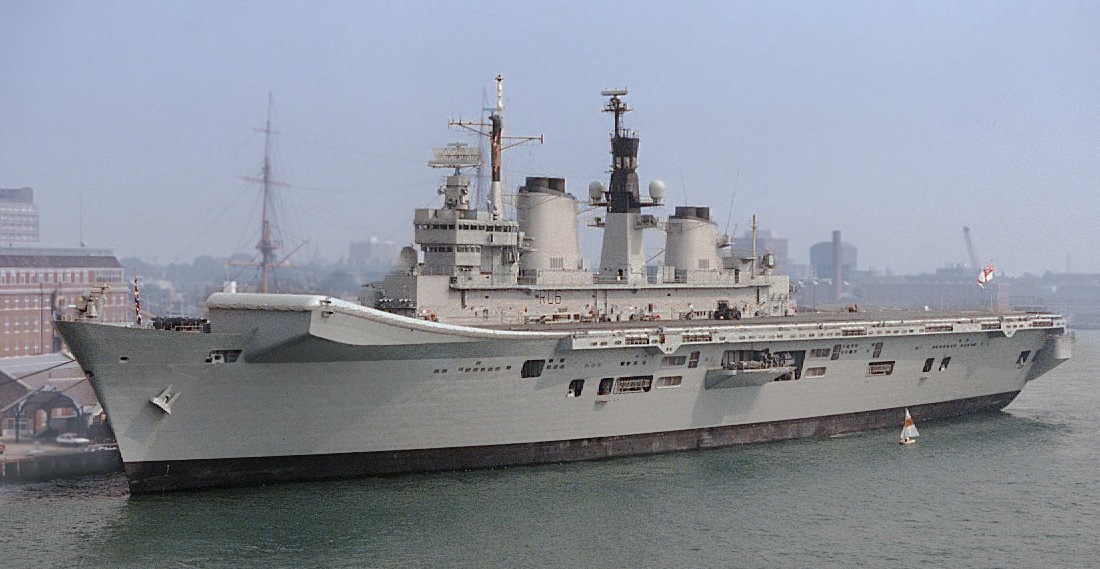
Als Kapitän zur See (Captain) war Ben Key zwischen Februar 2009 und Februar 2010 Kommandant des Flugzeugträgers Illustrious.

Benjamin „Ben“ John Key begann nach dem Besuch der 1553 gegründeten renommierten Bromsgrove School ein Physikstudium am Royal Holloway der University of London, das er mit einem Bachelor of Arts (B.A.) beendete. Zuvor trat er 1984 als Universitätskadett in die Royal Navy ein und qualifizierte sich als Junioroffizier sowohl als Hubschrauberbesatzung als auch als Leitender Kriegsführungsoffizier und war auf der ganzen Welt auf einer Vielzahl von Fregatten und Zerstörern im Einsatz. Er war Kommandant (Commanding Officer) des Minenjagdbootes HMS Sandown und wurde 2000 erst Kommandant der Fregatte Iron Duke sowie 2001 Kommandant der ebenfalls zur Duke-Klasse gehörenden Fregatte Lancaster. Er war Referent für Marineflieger (Navy Aviation Desk Officer) im Verteidigungsministerium (Ministry of Defence) sowie 2006 Berater des Director Joint Staff in Bagdad, wofür er mit der Bronze Star Medal ausgezeichnet wurde. 2007 wechselte er als stellvertretender Assistierender Chef des Stabes DACOS J3 (Deputy Assistant Chief of Staff) im Gemeinsamen Ständigen Hauptquartier PJHQ (Permanent Joint Headquarters) in Northwood. Im Anschluss war er als Kapitän zur See (Captain) zwischen Februar 2009 und Februar 2010 Kommandant des Flugzeugträgers Illustrious. Im Anschluss war er von Februar 2010 bis Mai 2011 im Hauptquartier des Luftkommandos (HQ Air Command) als Leiter der Gemeinsamen Luft-Marine-Organisation (Head of Joint Air/Maritime Organisation).
Im Mai 2011 wurde Key als Kommodore (Commodore) Leiter der Abteilung Marineplanung und Ressourcen (Director of Naval Plans and Resources) im Verteidigungsministerium und verblieb auf diesem Posten bis November 2011. Danach fungierte er von November 2011 bis März 2013 als Hauptstabsoffizier des Chefs des Verteidigungsstabs (Principal Staff Officer to the Chief of the Defence Staff), General Sir David J. Richards. Im April 2013 übernahm er als Konteradmiral (Rear-Admiral) von Konteradmiral Clive Johnstone den Posten als Flaggoffizier für die Seeausbildung (Flag Officer Sea Training) und war damit bis zu seiner Ablösung durch Konteradmiral John Clink im Juli 2015 verantwortlich für die Rekrutierung sowie individuelle und operative Ausbildung im gesamten Marinedienst. Am 1. Januar 2016 wurde er Commander des Order of the British Empire (CBE) sowie am 10. Februar 2016 zum Vizeadmiral (Vice-Admiral) befördert. Daraufhin löste er am 10. Februar 2016 Vizeadmiral Philip Jones als Kommandeur der Flotte und Stellvertretender Chef des Marinestabes (Fleet Commander and Deputy Chief of the Naval Staff) ab und hatte diese Posten bis März 2019 inne, woraufhin Vizeadmiral Jerry Kyd seine Nachfolge antrat. Er selbst löste im April 2019 Vizeadmiral Tim Fraser als Chef für Gemeinsame Operationen (Chief of Joint Operations) im Gemeinsamen Ständigen Hauptquartier PJHQ in Northwood ab und hatte diese Position bis zu seiner Ablösung durch Generalleutnant Charles Stickland von den Royal Marines im November 2021 inne.
Ben Key wurde am 1. Januar 2021 im Zuge der New Year Honours zum Knight Commander des Order of the Bath (KCB) geschlagen und führt seither den Namenszusatz „Sir“. Am 8. November 2021 trat er als Admiral als Nachfolger von Admiral Sir Tony Radakin die Posten als Erster Seelord und Chef des Marinestabes (First Sea Lord and Chief of the Naval Staff) an.
Key absolvierte zudem Lehr- und Studiengänge am Institute of Directors, ein Berufsverband für Unternehmensleiter, leitende Angestellte und Unternehmer, sowie an der London Business School (LBS). Er sich engagiert als Governor einer kleinen unabhängigen Schule, die von seiner Großmutter in Stover gegründet wurde, und erhielt Ehrendoktortitel des Royal Holloway der Universität London und der University of Plymouth. Er ist des Weiteren Freeman der City of London, seit dem 13. April 2010 Ehrenmitglied der Livery Company der Worshipful Company of Feltmakers und Jungbruder (Younger Brother) des Trinity House, die Leuchtfeuerverwaltung für England, Wales und die übrigen britischen Hoheitsgewässer. Ferner ist er Präsident der RN Rugby Union, des UK Armed Forces Rugby und des UK Armed Forces Golf. Aus seiner Ehe mit Elly Key gingen drei Kinder hervor. Die Familie lebt in Dorset.
Am 9. Mai 2025 wurde aus Presseberichten bekannt, dass Kay von seinem Amt als Oberbefehlshaber der Royal Navy vorläufig entbunden worden war. Hintergrund war ein laufendes Verfahren, in dem geklärt wird, ob gegen Kay vorgebrachte Beschuldigungen der Wahrheit entsprechen. In der Tageszeitung The Sun war behauptet worden, er habe mit einem jüngeren, ihm untergeordneten weiblichen Marineoffizier ein Verhältnis gehabt.